# Die Insel der Fruchtbarkeit
Die Insel der Fruchtbarkeit (Originaltitel englisch „The Isle of Pines“) ist eine 1668 veröffentlichte Schiffbruchserzählung, Dystopie und frühe Robinsonade von Henry Neville.

## Hintergrund
Das Buch ist politisch beeinflusst, denn Neville war als Republikaner ein Gegner des englischen Königshauses (Haus Stuart). Da er einige Jahre auf Reisen auf dem europäischen Festland verbracht hatte, war er sich der sozialpolitischen Anliegen des 17. Jahrhunderts bewusst. Die Inselerzählung ist umrahmt von niederländischen Entdeckern, welche besser organisiert und ausgerüstet waren als die englischen Auswanderer drei Generationen früher. Die niederländischen Entdecker müssen eine kleine englische Kolonialnation vor dem Chaos retten. Das Buch wurde am Ende des Zweiten Englisch-Niederländischen Krieges geschrieben.

## Handlung
Es beschreibt die Geschichte dieser Schiffbrüchigen – des Briten George Pine und vier weiblicher Überlebender, die auf einer idyllischen Insel gestrandet sind. Pine findet heraus, dass die Insel durch geringe Anstrengung reichlich Nahrung produziert. Kurze Zeit später genießt er ein Leben mit viel Freizeit und unterhält eine offene Beziehung zu allen vier Frauen. Jede dieser Frauen gebar Babys, welche nun zu eigenen Stämmen anwachsen und Pine als Patriarchen anerkennen. Eine der Frauen, eine schwarze Sklavin, gründet mit ihren Kindern einen Stamm, der „Phills“ genannt wird. Dieser Stamm lehnt die Anwendung von Gesetzen und Regeln und die Bibel ab, welche benötigt wird, um eine soziale Ordnung zu schaffen. Schließlich vergewaltigt einer des Phills-Stamms eine Frau des Stark-Stamms und entfacht so einen Bürgerkrieg. Nun kommen einige niederländische Entdecker und bringen dem Stark-Stamm Waffen, die benötigt werden, um den Aufstand niederzuschlagen. Die Erzählung ist aus Sicht der niederländischen Entdecker geschrieben und beginnt mit deren Ankunft und der „Entdeckung“ einer primitiven, englischsprechenden weißen Rasse. Die Entdecker stellen fest, dass die Insulaner Enkel und Urenkel von George Pine sind und in nur drei Generationen die technologischen und industriellen Vorteile ihrer britischen Herkunft verloren haben. Die Niederländer finden heraus, dass die Engländer stumpfe Äxte besitzen, die nie geschliffen wurden. Die Insel selber ist so ergiebig bezüglich der Nahrung und Fauna, dass die Insulaner ihre neugeborenen Babys ohne Bedenken nackt sein lassen.

## Literarische Betrachtung
Während Nahrung in Hülle und Fülle vorhanden ist, stellt der Erzähler Fragen bezüglich der Faulheit und Abhängigkeit von der Natur. Es werden auch Fragen aufgeworfen, durch die der Roman einer utopischen Literatur entspricht. Gleichzeitig ist eine Umkehrung der üblichen Muster zu beobachten. Anstelle einer fortschrittlichen Gesellschaft, von welcher der Reisende lernen kann, entdecken die niederländischen Entdecker eine primitive Inselrasse, die Unterstützung in einem Bürgerkrieg sucht, obwohl die Insel anfänglich als Paradies sexueller Freiheit und idyllischer Freizeit beschrieben wird. Die Geschichte ist als eine Rückentwicklung in einen primitiven, kritischen und unproduktiven Zustand daher eine Dystopie. Der Mangel an Kreativität und Industrie verschärft sich, da die Insulaner viele Kinder haben und nach drei Generationen eine große Population hinterlassen, ohne wissenschaftliche oder künstlerische Entwicklungen durchlaufen zu haben. Einige Literaturexperten vermuten, dass der Name Pines ein mögliches Anagramm von Penis ist, hinweisend auf die sexuelle Hauptbeschäftigung der frühen Siedler.